# Cecidomyia piniinopis
Cecidomyia piniinopis är en tvåvingeart som beskrevs av Osten Sacken 1862. Cecidomyia piniinopis ingår i släktet Cecidomyia och familjen gallmyggor. Inga underarter finns listade i Catalogue of Life.